# Ernie Brooks
Ernie Brooks je americký baskytarista. V první polovině sedmdesátých let působil ve skupině The Modern Lovers. Na přelomu sedmdesátých a osmdesátých let hrál v kapele The Necessaries. Dále nahrával například s Elliottem Murphym, Davidem Johansenem, Rhysem Chathamem, Garym Lucasem a podílel se na sólových nahrávkách Jerryho Harrisona (rovněž bývalého člena The Modern Lovers). V roce 1994 vydal své jediné sólové album s názvem Falling, They Get You (vydavatelství New Rose Records). Na nahrávce se podíleli Chris Spedding, Jonathan Richman (frontman skupiny The Modern Lovers), Jerry Harrison, Arthur Russell a mnoho dalších.